# Automóviles eléctricos en Estados Unidos

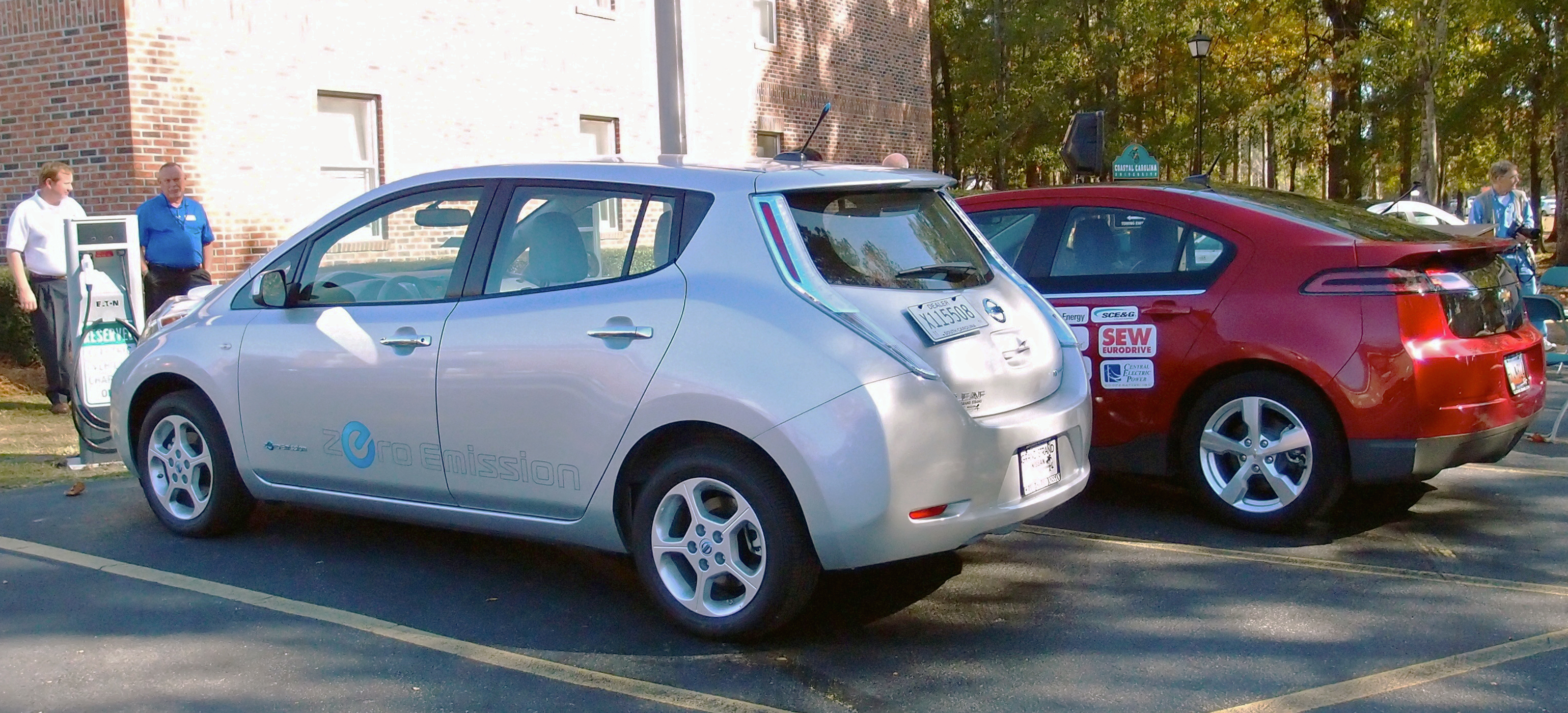
El automóvil eléctrico Nissan Leaf (izquierda) y el híbrido enchufable Chevrolet Volt (derecha) fueron los dos primeros coches eléctricos enchufables de producción en serie introducidos en los EE. UU. por grandes fabricantes de automóviles

El uso del automóvil eléctrico en Estados Unidos representa una industria en crecimiento en el país. Hasta diciembre de 2019, Estados Unidos tiene la tercera mayor flota de vehículos eléctricos en el mundo, con cerca 1.4 millones de coches eléctricos enchufables con capacidad de transitar por carretera, vendidos desde 2010. Para mayo de 2016, el valor de vehículos enchufables estadounidenses representaba el 33 % de la población mundial de vehículos eléctricos enchufables ligeros.

## Industria
Las ventas de automóviles enchufables en todo el país pasaron de 17 800 unidades en 2011 a 53 200 en 2012, y alcanzaron 97 100 unidades entregadas en 2013, un 83 % respecto al año anterior. Durante 2014 las ventas de automóviles eléctricos enchufables ascendieron a 123 347 unidades, un 27,0 % desde 2013, y se redujo a 114 248 unidades en 2015, un 7,4 % a partir de 2014. La cuota de mercado de los vehículos turísticos eléctricos enchufables aumentó de 0,14 % de las ventas de automóviles nuevos en 2011 al 0,37% en 2012, 0,62 % en 2013, y alcanzó el 0,75 % de las ventas de automóviles nuevos en 2014. Como complemento de las ventas de automóviles se redujo, durante el año 2015, la cuota de mercado del segmento, que cayó a 0,66 % de las ventas de automóviles nuevos, con el segmento totalmente eléctrico hasta plana en 0,42 % , mientras que los híbridos enchufables se redujo a 0,25 % desde 0,34 % en 2014.

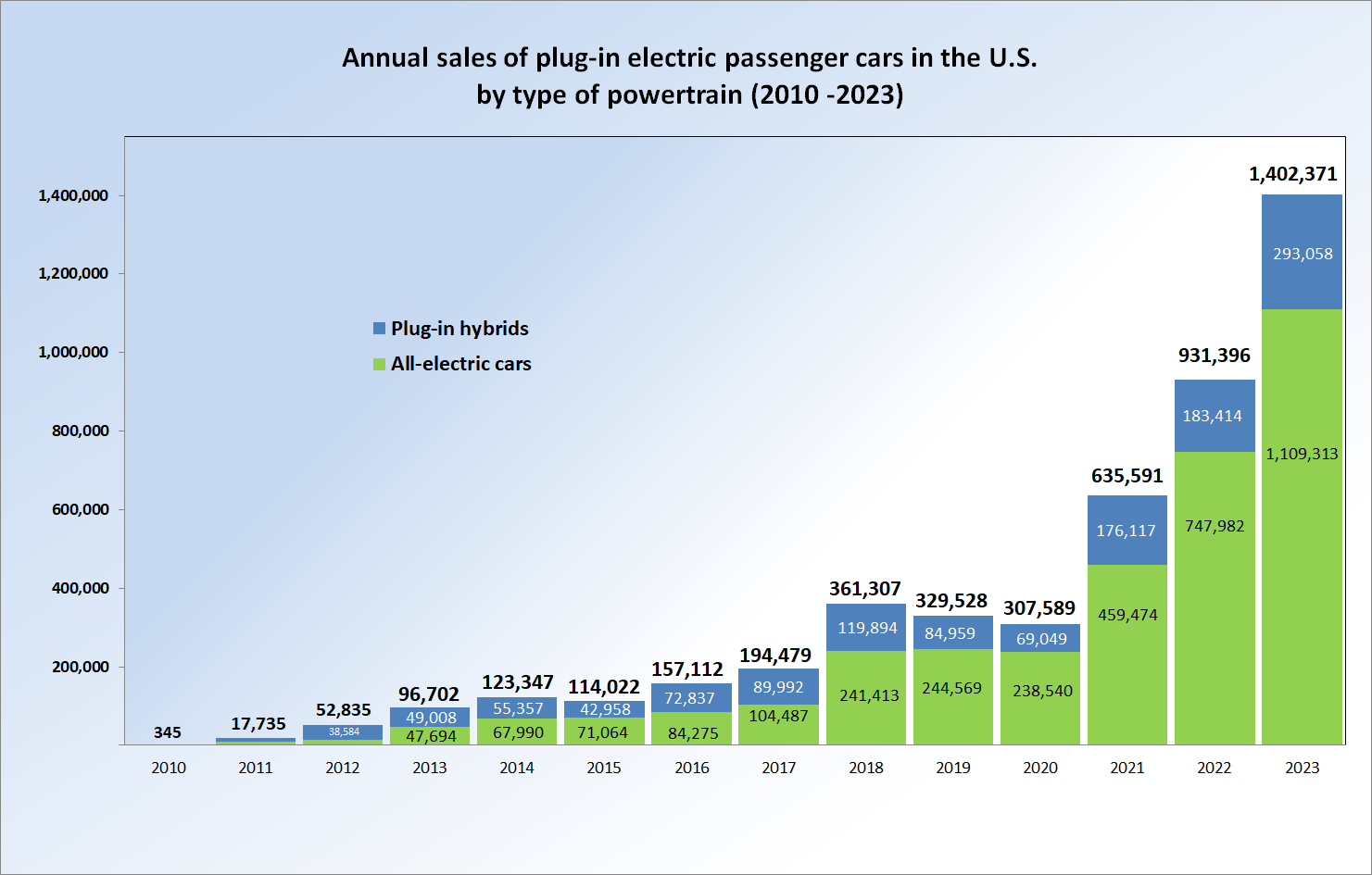
Ventas de vehículos eléctricos por año en EE. UU. según el tipo de sistema de propulsión entre diciembre de 2010 hasta diciembre de 2023.

Para junio de 2016, hay 26 coches enchufables de carretera con capacidad disponibles en el mercado estadounidense para las ventas al por menor de más de una docena de fabricantes de automóviles, además de varios modelos de motocicletas eléctricas, furgones y vehículos eléctricos de barrio. Para junio de 2016, las ventas acumuladas son guiadas por el Chevrolet Volt con 92.737 unidades, seguido por el coche totalmente eléctrico, el Nissan Leaf, con 92,522 unidades entregadas.
El Leaf pasó al Chevrolet Volt como el eléctrico más vendido en marzo de 2015, pero el Volt se convirtió una vez más en el mejor coche enchufable de mayor venta en el mercado de Estados Unidos en marzo de 2016. Tanto los coches enchufables fueron puestos en libertad en diciembre de 2010 . Lanzado en el mercado de EE. UU. en junio de 2012, el Tesla Model S se sitúa como el tercer mayor venta de coches eléctricos enchufables con 69,361 unidades vendidas, seguido del Prius PHV, lanzado en febrero de 2012, con 42,316 unidades. En el quinto lugar se encuentra el Ford Fusion Energi con 30,140 unidades seguido del Ford C-Max Energi con 27,002 unidades entregadas.
Durante 2013 las ventas fueron dirigidos por el Chevrolet Volt con 23 094 unidades, seguido por el Nissan Leaf con 22 610 coches, y el Tesla Model S con alrededor de 18.000 unidades. En 2014, el Leaf se puso por delante, con 30 200 unidades vendidas, con el Volt en segundo lugar con 18.805, seguido por el modelo S con 16.689 unidades. El Tesla Model S, con 25 202 unidades entregadas, fue el coche con mayores ventas en los Estados Unidos, seguido por el Nissan Leaf, con 17.269 unidades, el Volt con 15 393, y el BMW i3 con 11 024.
Durante el primer trimestre de 2016 el Modelo S continuó como el coche enchufable con mayores ventas con 6.200 unidades, seguido por el Volt, con 3.987, y el Leaf con 2.931. En octubre de 2013 se alcanzó la mejor cuota de mercado de la historia de vehículos enchufables al 0,85 % de las ventas de automóviles nuevos. Diciembre de 2015 tuvo el mejor volumen mensual de ventas de autos enchufables en el registro, con 13.274 unidades entregadas.

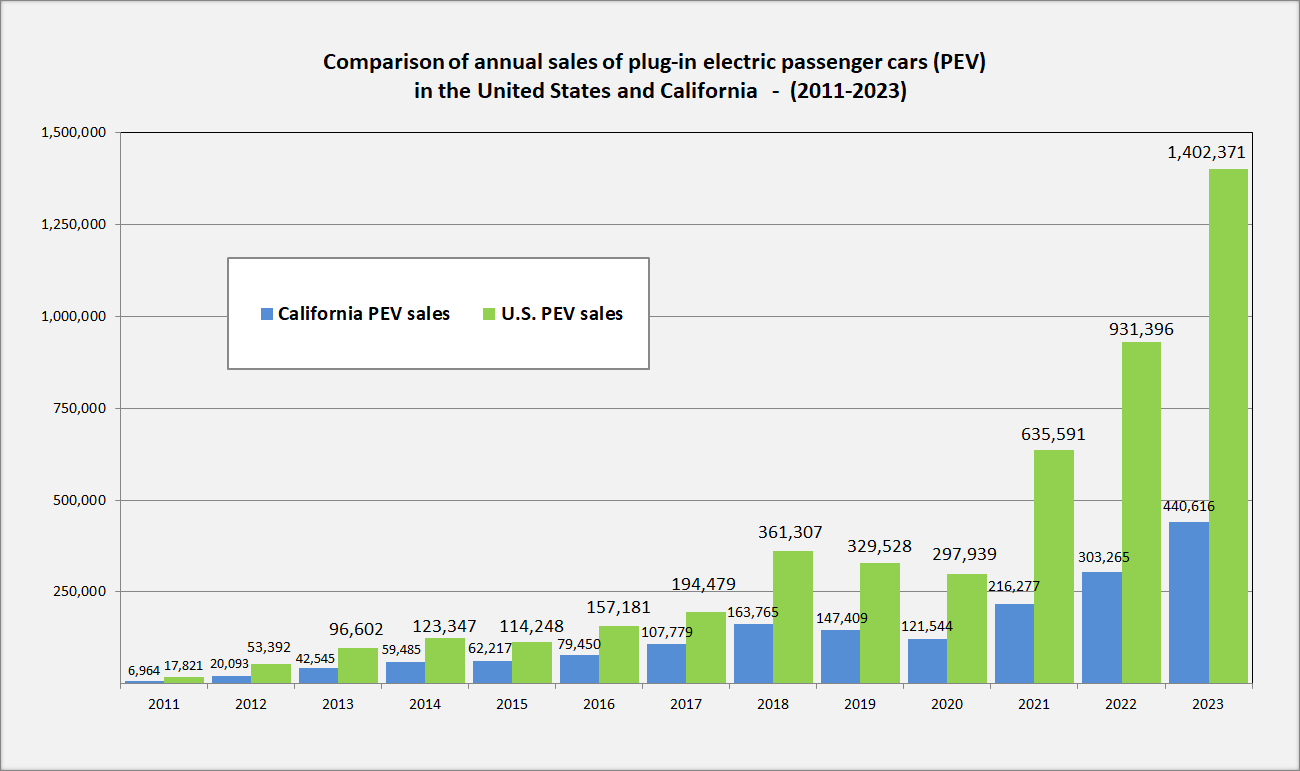
Comparación de las ventas anuales de vehículos eléctricos enchufables en los Estados Unidos entre 2010 y 2023, comparado con California en el mismo lapso.

California, el mayor mercado de automóviles de América, es también el líder en el mercado regional de vehículos eléctricos en el país con un más de 200.000 vehículos eléctricos registrados en marzo de 2016, que representa el 47 % de todo los automóviles vendidos en los EE.UU. Los vehículos eléctricos enchufables representaron aproximadamente el 0,5 % de la flota de pasajeros en las carreteras de California en septiembre del año 2015. Los registros de los coches eléctricos en el estado representaban el 54,5 % de las ventas de automóviles enchufables totales en el país en 2015. Durante 2014 la cuota de mercado de eléctricos en California alcanzó el 3,2 % del total de ventas de automóviles nuevos en el estado, frente al 2,5 % en 2013. En 2015 la cuota de mercado de autos enchufables del estado cayó al 3,1 %, con el segmento híbrido enchufable teniendo una disminución del 1,6 % en 2014 hasta el 1,4%, mientras que el segmento completamente eléctrico se incrementó hasta el 1,7% desde el 1,6 % en 2014. Hasta diciembre de 2014 había más vehículos eléctricos enchufables en California que en cualquier otro país y su volumen de ventas de vehículos enchufables fue mayor que el de cualquier otro país.
En 2015, la cuota de mercado de enchufables de California fue superada solo por dos países, Noruega ( 22,4 % ) y los Países Bajos ( 9,7 % ) y su volumen de ventas en comparación con otros países solo fue superado por China. De enero a mayo de 2013, el 52% de las matriculaciones de automóviles eléctricos de Estados Unidos se concentraron en cinco áreas metropolitanas : San Francisco (19,5%), Los Ángeles (15,4%), Seattle (8,0%), Nueva York (4,6%) y Atlanta (4,4%).
De enero a julio de 2013, las tres ciudades con los más altos registros de autos totalmente eléctricos estaban localizados en California, Atherton y Los Altos, en Silicon Valley, seguido de Santa Mónica, en el condado de Los Ángeles. En términos de puntos de recarga públicos, había 19.472 establecimientos públicos disponibles en todo el país a finales de diciembre de 2013, dirigido por California con 5.176 puntos de recarga (26,6%), seguido por Texas, con 1,599 ( 8,2 % ), y el estado de Washington con 1.325 ( 6,8 %).

## Ventas
La siguiente tabla muestra las ventas acumuladas de los más vendidos de la carretera con capacidad auto eléctrico enchufable con más de 2.000 unidades entregadas y disponibles para ventas al por menor entre 1996 y diciembre de 2015.
| Ventas de coches eléctricos disponibles para ventas al por menor o de cesión en los Estados Unidos entre 2010 y 2015 | Ventas de coches eléctricos disponibles para ventas al por menor o de cesión en los Estados Unidos entre 2010 y 2015 | Ventas de coches eléctricos disponibles para ventas al por menor o de cesión en los Estados Unidos entre 2010 y 2015 | Ventas de coches eléctricos disponibles para ventas al por menor o de cesión en los Estados Unidos entre 2010 y 2015 | Ventas de coches eléctricos disponibles para ventas al por menor o de cesión en los Estados Unidos entre 2010 y 2015 |
| Modelo | Tipo de vehículo | Lanzamiento al mercado                                                                                               | Ventas/Arrendamientos                                                                                                | Comentarios |
| --- | --- | --- | --- | --- |
| Nissan Leaf | Vehículo eléctrico                                                                                                   | Diciembre 2010 | 89,591 | El Leaf era el vehículo con mayor venta en Estados Unidos. El Leaf superó al Chevrolet Volt como el de mayores ventas para marzo de 2015. Ventas hasta diciembre de 2015. |
| Chevrolet Volt | Híbrido enchufable                                                                                                   | Dic. 2010 | 88.750 | El Volt se colocó como el de mayores ventas de híbridos enchufables en Estados Unidos. Durante 2015 se vendieron las dos primeras versiones. La producción de la primera generación se terminó a mediados de mayo de 2015. Las entregas de la segunda generación comenzaron en octubre de 2015.                                           |
| Tesla Model S | Vehículo eléctrico                                                                                                   | Junio de 2012 | 63.161 | Ventas hasta diciembre de 2015. |
| Toyota Prius PHV | Híbrido enchufable                                                                                                   | Febrero 2012 | 42.293 | Ventas hasta diciembre de 2015. La producción de la primera generación terminó en junio de 2015. |
| Ford Fusion Energi                                                                                                   | Híbrido enchufable                                                                                                   | Febrero 2012 | 27.389 | Ventas hasta diciembre de 2015. |
| Ford C-Max Energi | Híbrido enchufable                                                                                                   | October 2012 | 25,552 | Ventas hasta diciembre de 2015. |
| BMW i3 | Vehículo eléctrico                                                                                                   | Mayo de 2014 | 17.116 | Ventas hasta diciembre de 2015. Incluyes REx variant. |
| Fiat 500e | Vehículo eléctrico                                                                                                   | Julio de 2013 | 10.950 | Ventas hasta diciembre de 2015. |
| Ford Focus Electric                                                                                                  | Vehículo eléctrico                                                                                                   | Diciembre de 2011 | 5.977 | Ventas hasta diciembre de 2015. |
| Smart electric drive                                                                                                 | Vehículo eléctrico                                                                                                   | enero de 2011 | 5.431 | Ventas hasta diciembre de 2015. |
| Volkswagen e-Golf | Vehículo eléctrico                                                                                                   | Octubre de 2014 | 4.589 | Ventas hasta diciembre de 2015. |
| Chevrolet Spark EV                                                                                                   | Vehículo eléctrico                                                                                                   | Junio de 2013 | 4.313 | Ventas hasta diciembre de 2015. |
| BMW i8 | Híbrido enchufable                                                                                                   | Agosto de 2014 | 2.820 | Ventas hasta diciembre de 2015. |
| Mercedes-Benz B-Class Electric Drive                                                                                 | Vehículo eléctrico                                                                                                   | Julio de 2014 | 2.680 | Ventas hasta diciembre de 2015. |
| Cadillac ELR | Vehículo eléctrico                                                                                                   | Diciembre 2013 | 2.340 | Ventas hasta diciembre de 2015. |
| Mitsubishi i | Vehículo eléctrico                                                                                                   | Diciembre de 2011 | 2.008 | Ventas hasta diciembre de 2015. |
| Vehículos disponibles para venta o arrendamiento en Estados Unidos entre 1996 y 2015                                 | | | | |
| Toyota RAV4 EV (2nd gen)                                                                                             | A partir de mediados de 2012, había casi 500 unidades todavía en uso                                                 | Septiembre de 2012                                                                                                   | 2.490 | Ventas hasta octubre de 2015. La producción terminó en 2014. |
| Tesla Roadster | Vehículo eléctrico                                                                                                   | Marzo 2008 | 1.800 | Casi 2.500 unidades fueron vendidas hasta diciembre de 2012, las ventas exactas en Estados Unidos no están disponibles. La pproducción terminó en diciembre de 2012 y no se encontraba en venta en USA desde diciembre de 2011. |
| Fisker Karma | Híbridos enchufables                                                                                                 | Noviembre de 2011 | 1,635 | Ventas hasta diciembre de 2013. La producción fue suspendida en noviembre de 2012 debido a dificultades financieras Fisker Automotivese declaró en bancarrota en noviembre de 2013. |
| Toyota RAV4 EV (1st gen)                                                                                             | Vehículos eléctricos                                                                                                 | 1997 | 1.484 | Unidades arrendadas de 1997 a 2003. A partir de mediados de 2012 , había casi 500 unidades todavía en uso. |
| General Motors EV1                                                                                                   | Vehículos eléctricos                                                                                                 | 1996 | 1,117 | Unidades arrendadas de 1996 a 2003. Todos los coches fueron recuperados y la mayoría fueron aplastados. Cerca de 40 unidades fueron entregadas a museos e institutos educativos con sus motores eléctricos desactivados. La única intacta EV1 fue donado a la Smithsonian Institution.                                                    |
| Honda Fit EV | Vehículos eléctricos                                                                                                 | Julio de 2012 | 1.071 | Ventas hasta octubre de 2015. En julio de 2014 Honda anunció el fin de la producción del Fit EV para el modelo 2015. |
| Honda Accord PHEV | Híbrido enchufable                                                                                                   | Enero de 2013 | 1.039 | Ventas hasta diciembre de 2015. En junio de 2015 Honda anunció que el Acuerdo de PHEV se suspenderá a partir del año modelo 2015 . Nuevo vehículo enchufable de los modelos híbridos eléctricos y batería dedicada están programadas después de la introducción del vehículo de pila de combustible de nueva generación de Honda en 2016. |

## Incentivos del gobierno
La Ley de energía, mejora y ampliación de 2008 y más tarde la Ley de Energía Limpia y Seguridad de 2009 (ACES) concedieron créditos fiscales para los nuevos vehículos calificados como eléctricos enchufables. La Ley de Recuperación y Reinversión de 2009 (ARRA) también autorizó créditos de impuestos federales para ebhículos convertidos a enchufables, aunque el crédito es inferior a la de los nuevos eléctricos.

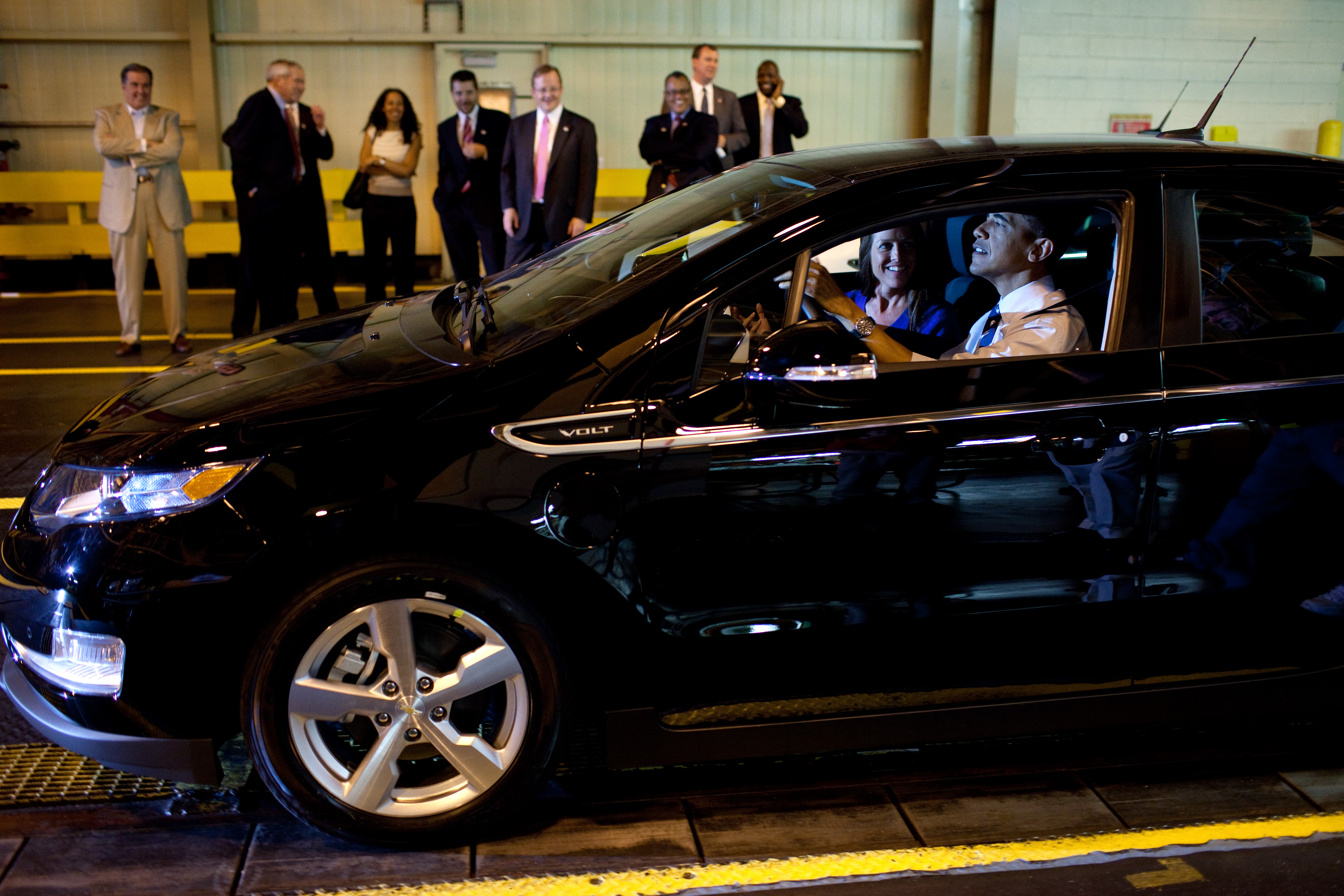
El presidente Barack Obama tras el volante de un Chevrolet Volt durante su gira por la planta de General Motors de Hamtramck, Míchigan

El crédito fiscal federal para un vehículo eléctrico enchufable nuevo tiene un valor de 2.500 dólares más 417 por cada kilovatio-hora de capacidad de la batería de más de 5 kWh, y la parte del crédito determinado por la capacidad de la batería no puede exceder de 5.000 $. Por lo tanto, la cantidad total del crédito concedido para un vehículo eléctrico nuevo es de 7 500 $ . Varios estados han establecido incentivos y exenciones fiscales para los BEV y PHEV, y otros incentivos no monetarios.
Dos iniciativas separadas se están llevando a cabo en 2011 para transformar el crédito fiscal en un reembolso en efectivo por un valor de hasta 7 500 $. Las iniciativas del senador Debbie Stabenow y la Administración de Obama buscan hacer una nueva clasificación de vehículos enchufables, así los coches eléctricos serán más accesibles para los compradores al hacer el incentivo más eficaz. El reembolso estará disponible en el punto de venta, esto permitirá a los consumidores evitar una espera de hasta un año para aplicar el crédito fiscal contra la declaración de la renta. Otro de los cambios a las reglas que rigen el crédito fiscal fue presentado por el senador Carl Levin y su representante Sander Levin, que están proponiendo aumentar el tapón existente sobre el número de vehículos enchufables elegibles para el crédito fiscal. La propuesta plantea que el límite de los 200.000 existentes eléctricos por fabricante aumente a 500.000 unidades.
El gobierno de EE.UU. también se ha comprometido con 2400 millones de dólares en fondos federales para apoyar el desarrollo de los coches de última generación y baterías eléctricas , y 115 millones para la instalación de la infraestructura de recarga de vehículos eléctricos en 16 áreas metropolitanas diferentes en todo el país. El presidente Barack Obama también estableció el objetivo de tener en la carretera un millón de vehículos eléctricos enchufables para el año 2015. Sin embargo, teniendo en cuenta la tasa baja real de las ventas de vehículos de propulsión eléctrica, a partir de mediados de 2012 varios observadores de la industria han llegado a la conclusión de que este objetivo es inalcanzable.

## Mandato CARB ZEV

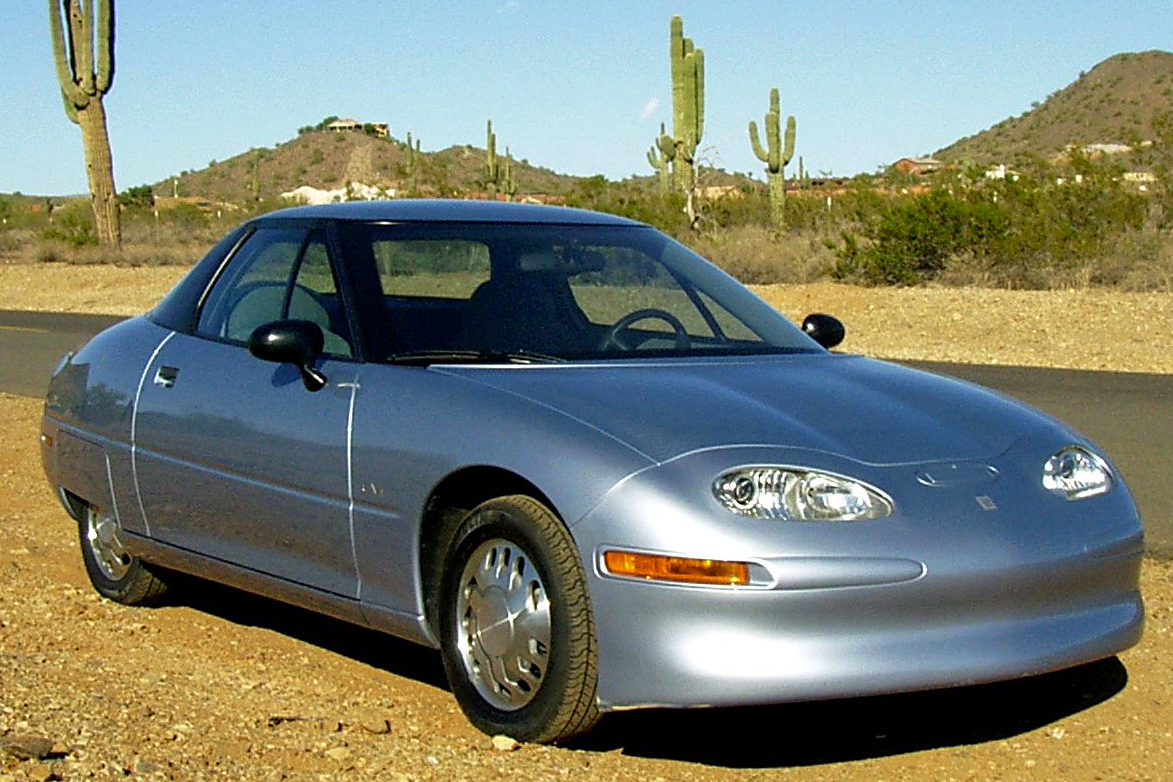
El General Motors EV1 fue uno de los primeros en introducir un vehículo cero emisiones en 1996. CARB

Desde finales de la década de 1980, los vehículos eléctricos se habían promovido en los EE.UU. a través de la utilización de créditos fiscales. Los coches eléctricos son definidos por la Junta de California de aire Recursos (CARB) como coches de pasajeros con cero emisiones, ya que no producen emisiones durante su traslado. La CARB había establecido cuotas progresivas para las ventas de vehículos eléctricos, pero la mayoría fueron retiradas después de que grupos de presión y una demanda por los fabricantes de automóviles, se quejaran de que los vehículos eléctricos eran económicamente inviables debido a una evidente falta de demanda de los consumidores. Muchos de los factores que dificultan la producción generalizada de vehículos eléctricos a finales de los años 1990 y 2000 se discuten en la película documental Who Killed the Electric Car?.
El programa de California fue diseñado por la Junta de Recursos del Aire de California (CARB) para reducir la contaminación del aire y no específicamente para la promoción de los vehículos eléctricos. Bajo la presión de varios fabricantes, CARB sustituye el requisito de emisiones cero con un requerimiento combinado de un número muy pequeño de ZEVs para promover la investigación y el desarrollo en un número mucho mayor de vehículos parciales de cero emisiones, una designación administrativa para un súper vehículo de emisiones ultra baja ( SULEV ), que emite alrededor del 10 % de la contaminación de los vehículos de bajas emisiones ordinarias y también están certificados para cero emisiones de evaporación. Aunque son eficaces para alcanzar los objetivos de contaminación del aire proyectados para el requisito de cero emisiones, el efecto de mercado era para permitir que los principales fabricantes interrumpieran rápidamente sus programas de automóviles eléctricos y aplastaran los vehículos.